# Gamers!
Gamers! (ゲーマーズ!, Gēmāzu!) é uma série de light novel japonesa escrita por Sekina Aoi e ilustrada por Saboten e tem oito volumes publicados desde 2015 pela editora Fujimi Shobo. A série está sendo adaptada para mangá por Tsubasa Takahashi na revista Monthly Shōnen Ace e possui dois volumes tankobon publicados. Uma adaptação para anime da obra feita pelo estúdio Pine Jam foi ao ar em 13 de julho de 2017.

## Sinopse
Keita Amano é um jovem solitário que gosta de jogar videogame mas não tem nenhuma amizade. Um dia ele é convidado pela bela Karen Tendō sobre entrar no clube de jogos, mas Keita acaba rejeitando sua oferta porque não era um gamer competitivo. Essa rejeição desencadeia uma serie de eventos em que a vida de Keita e seus colegas de escola tanto sobe videogames quanto em matéria de romance, com vários mal-entendidos ao longo da história.

## Personagens

### Principais
Keita Amano (雨野 景太, Amano Keita)
 Seiyū: Megumi Han
Keita é um estudante do segundo ano do ensino médio que gosta de jogar diferentes tipos de jogos, mas não é muito bom com eles. Seus nomes de usuário são Tsucchie e Yama. Como passa a maior parte do tempo jogando não tem amigos na escola. Ele acaba conhecendo Karen numa loja de jogos. Ela o convida a entrar num clube jogos, que rejeita. Ele logo depois percebe que rejeitou a proposta de Karen, que se arrepende. Karen vai até a sala de Keita para convidá-lo de novo, mas ele diz que a sala de jogos só promove jogos para decidir quem é o melhor ao invés de ser apenas por diversão, que a faz sair de lá magoada, que faz os outros a ter ideias com relação aos dois. Ele depois conhece Tasuku que tava tendo um encontro com Aguri e este acaba o insultando como também Karen que o enfurece e o faz retirar o que estava falando. Este também tem seu encontro com Aguri para lhe pedir conselhos com relação a Chiaki e Karen. Tasuku e Aguri depois aconselham Keita a ter um encontro com Karen. Através de uma resposta automática, de um jogo que ele joga, acaba acidentalmente pedindo Karen em namoro e ela aceita. Ele depois funda um grupo Gamer com Karen, Tasuku, Chiaki e Aguri. Ele considera Tasuku, Aguri e Chiaki como seus preciosos amigos, assim como Karen sua namorada e "Mono" ou "Nobe", nome de usuário virtual criado por Chiaki.
Karen Tendō (天道 花憐, Tendō Karen)
 Seiyū: Hisako Kanemoto
Karen é a garota mais bonita dada escola e a presidente do clube de jogos. Ela convida Keita para se juntar ao seu clube que rejeita. No decorrer da historia, passa a sentir um grande afeto por Keita, não consegue fazer as coisas direito quando chega a pensar nele. Apesar de querer insistir que ele entrasse no grupo de jogos, ela vê Keita a defendendo de Tasuku, que fez ela ficar admirada. Depois de conhecer Keita ela consegue ver nele suas melhores qualidades. Como ela teve de lidar com proposta de namoro, que as quais rejeita, ela acaba aceitando a proposta de Keita, embora que sem querer. Contudo, Karen estava achando que esta seria rejeitada, mas Keita afirma que está feliz por ter Karen como namorada.
Chiaki Hoshinomori (星ノ守 千秋, Hoshinomori Chiaki)
 Seiyū: Manaka Iwami
Chiaki é uma garota muito tímida que não se importa muito com sua aparência. Ela gosta de jogar mas não socializar muito. Keita e Tasuku foram conhecer Karen que estava em outra turma. Seu nome de usuário é Mono e Nobe e é seu contato nos jogos de Keita sem que ele leve em conta. Ela possui um cabelo como se fosse uma alga do mar. Tasuku achou que ela tivesse potencial para ser uma garota bonita e a aconselhou a cortar seu cabelo. Ela depois o corta e ninguém a reconheceu depois de ter seu cabelo cortado. Tasuku achou que ela tinha se tornado uma garota bonita. Quando o grupo se reuniu, Keita estava falando do seu nome de usuário Mono e Nobe, mas Chiaki estava confusa de como deveria falar para Keita que ela usa esses nomes, até acabar envolvendo a irmã na conversa. Tasuku acaba ligando para Chiaki para que fosse sua namorada. Chiaki estava dividida se deveria confessar seus sentimentos para Keita ou a deixaria com Karen ou ficaria com Tasuku e dispensaria a Aguri. Keita contudo vê Chiaki como uma amiga e decide deixar Tasuku com Aguri, mas continuando parte do grupo com Aguri, Keita, Karen e Tasuku.
Tasuku Uehara (上原 祐, Uehara Tasuku)
 Seiyū: Toshiyuki Toyonaga
Tasuku é um cara charmoso, sociável e é o líder dos garotos de sua turma. É um gamer casual. Ele conhece Keita na loja de jogos quando estava namorando com a Aguri. Ele depois passa a se reunir com Keita, Karen e Chiaki. Ele também chegou a pedir Chiaki em namoro. Mas um encontro duplo, Keita, Karen, Tasuku e Aguri, como também Konoha e Chiaki, fora do encontro, Tasuku resolve continuar namorando Aguri.
Aguri Sakurano (桜野 亜玖璃, Sakurano Aguri)
 Seiyū: Rumi Ōkubo
Aguri é a namorada de Tasuku. Algum tempo atrás ela tinha cabelo de cor normal e esta pede Tasuku em namoro. Ela depois pinta seu cabelo para rosa. Quando ela vê Tasuku com outra pessoa, Karen ou Chiaki, ela chega a pirar. Ela também procura Keita para saber o que Tasuku pensa como também outras coisas. Ela o chama Amanocchi, como se fosse seu irmão mais velho.
Konoha Hoshinomori (星ノ守 心春, Hoshinomori Konoha)
 Seiyū: Yūki Kuwahara
Konoha é a irmã caçula de Chiaki e a presidente do conselho estudantil em outra escola. Gosta de jogar em segredo Visual Novels eróticas e gosta de estar em companhia de lindas garotas. Ela também tem de sair disfarçada para que ninguém a perceba. Após um acidente da Chiaki, ela é forçada a fingir ser "Mono" e "Nobe" para Keita, nomes de usuário da Chiaki. Ela depois chega a se encontrar com Keita na loja de jogos. Por Keita ser um ano mais velho, ela o chama de Senpai. Ela possui um cabelo estilo Maria-chiquinha, diferente da Chiaki que tinha cortado o cabelo.

### Membros do Clube de Videogames
Reiichi Misumi (三角 瑛一, Misumi Reiichi)
 Seiyū: Natsuki Hanae
Reiichi é um jogador de puzzles que nunca havia jogado nenhum outro jogo que não seja puzzle. Porem é muito bom neles uma vez que tenta.
Niina Ōiso (大磯 新那, Ōiso Niina)
 Seiyū: Yuna Yoshino
Una garota que chica que se torna distande quando começa a jogar jogos de luta.
Gakuto Kase (加瀬 岳人, Kase Gakuto)
 Seiyū: Yasuaki Takumi
Um estudante do terceiro ano que fica serio quando joga FPS.